# Бернайс, Исаак
Исаак Бернайс (нем. Isaac Bernays; 29 сентября 1792, Вайзенау (ныне в черте Майнца), — 1 мая 1849, Гамбург) — раввин Гамбурга, реформатор системы образования, был один из первых раввинов, сочетавших религию со светским образованием, первый преподавал на немецком языке.

## Биография
Исаак Бернайс родился в Вайзенау, учился в Вюрцбурге, в том числе и в Вюрцбургском университете. Проживал в Мюнхене, Майнце, занял пост раввина Гамбурга, где и остаётся до конца жизни.
Один из первых начал преподавать на немецком языке. Пропагандировал сочетание еврейской религии и европейской культуры, оставаясь на ортодоксальной позиции, подвергался критике со стороны традиционных ортодоксов, а также реформистов, с которыми боролся.
Заняв пост в Гамбурге, где искали ортодоксального раввина, обладающего и европейской культурой, поставил условия: постоянное жалованье, контроль над местной системой образования. В 1822 году начал революционную реформу местной еврейской школы для бедных Талмуд-тора. Ранее дети обучались лишь ивриту и арифметике, к 1827 году школа была уже не хуже других, среди предметов были: немецкий язык, естествоведение, география и история. В 1830—1832 у Бернайса возникли разногласия с общиной по вопросу образования, потребовалось вмешательство местных властей, чтобы продолжить финансирование школы.
Великолепно владел Библией, говорил на многих языках, имел большие ораторские способности. Его коллега по Вюрцбургу, глава иешивы в соседнем городе Альтона, посылал своих старших учеников на лекции Бернайса по философии, самым известным таким слушателем был раввин Азриэль Гильдесхаймер, создавший потом берлинскую раввинскую семинарию, где тоже сочетали науку и иудаизм.
Хахам Бернайс не оставил литературного наследия, но оказал влияние на современников и последующее развитие иудаизма. Хахам скоропостижно скончался от удара в 1849 году.

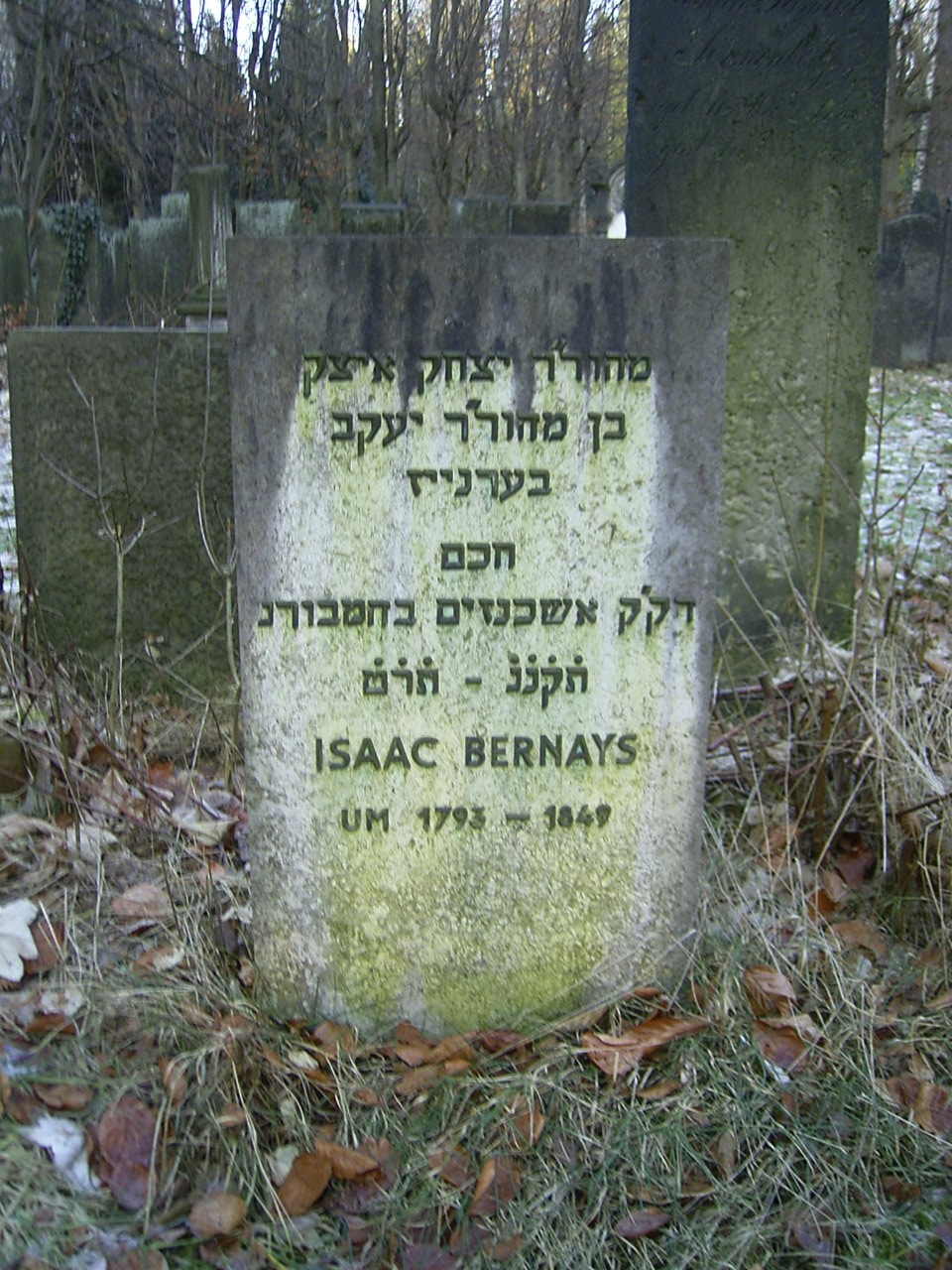
Надгробие хахама Бернайса

## Потомки Бернайса
Двое сыновей Бернайса были известными учёными: Якоб Бернайс — лингвист, Михаэль Бернайс — историк литературы. Внучка, Марта Бернайс, стала женой Зигмунда Фрейда. Правнук Эдвард Бернейс был основоположником политтехнологии, включён в число ста наиболее влиятельных американцев XX века. Праправнучка Энн Бернейс (Anne Bernays) — американская писательница.